# Shlomo Mintz
Shlomo Mintz (Moscovo, 30 de outubro de 1957) é um violinista e maestro israelita. Frequentemente aparece no panorama internacional com orquestras em recitais e em concertos de música de câmara.

## Biografia
Shlomo Mintz nasceu em Moscovo. Em 1959, com apenas dois anos de idade, emigrou com a família para Israel, onde estudou com Ilona Feher, uma das últimas representantes da Escola Central Europeia de Violino. Feher apresentou Shlomo Mintz a Isaac Stern, que viria a ser o seu mentor. Também foi aluno de Dorothy Delay em Nova Iorque.

## Carreira Musical
Shlomo Mintz começou sua carreira de solista aos 11 anos de idade com a Orquestra Filarmónica de Israel. Pouco tempo depois, foi convidado pelo Zubin Mehta para interpretar o primeiro concerto para violino e orquestra de Paganini quando Itzhak Perlman adoeceu. Aos 16 anos, estreia-se no Carnegie Hall com a Orquestra Sinfónica de Pittsburgh, sob os auspícios de Isaac Stern e da Fundação Américo-israelita para a Cultura e, posteriormente, inicia os estudos com Dorothy DeLay na Juilliard School of Music em Nova Iorque. Aos 20 anos de idade, fez uma grande tournée pela Europa com famosos maestros tais como Carlo Maria Giulini, Antal Dorati e Eugene Ormandi. É também na casa dos vinte anos que assina um contrato com a Deutsche Grammophon.
Em 1997, tocou o famoso "Il Cannone" de Paganini, um violino fabricado em 1742 por luthier Giuseppe Guarneri del Gesù, durante um concerto em Maastricht nos Países Baixos com a Orquestra Sinfónica de Limburg e regido pelo maestro Yoel Levi. Este concerto, uma iniciativa da televisão neerlandesa (TROS), foi difundido em Dezembro de 1997. Em 2012, Shlomo Mintz celebrou o seu 50.º aniversário no palco.

## Carreira de maestro e director artístico
Aos dezoito anos de idade, Shlomo Mintz acrescentou o papel de maestro aos seus empreendimentos artísticos e, desde então, tem regido aclamadas orquestras a nível mundial, como a Royal Philharmonic Orchestra no Reino Unido, a Orquestra Sinfónica  da NHK no Japão e a Orquestra Filarmónica de Israel. 
Foi conselheiro musical da Orquestra de Câmara de Israel de 1989 a 1993, e em Março de 1994 foi nomeado conselheiro artístico e primeiro maestro convidado da Orquestra Sinfónica de Maastricht nos Países Baixos, regendo a orquestra durante quatro semanas na qualidade de maestro e violino solo. Em 2008, Shlomo Mintz foi nomeado primeiro maestro convidado da Orquestra Filarmónica de Zagreb.
Desde 2002 à 2012, Shlomo Mintz era o director artístico do Festival Internacional de Música Sion Valais.

## Carreira académica
Shlomo Mintz lecciona masterclasses no mundo inteiro. A partir do Verão de 2012, leccionarou masterclasses em Crans Montana (CH) Crans Montana Classics. Mintz é mentor e presidente do júri do Concurso Internacional de Violino de Buenos Aires. É o presidente do Munetsugu Concurso de Violino no Japão. Shlomo Mintz  foi membro do júri do Concurso Tchaikovsky em Moscovo (1993) e do Concurso Internacional de Música Rainha Elisabete em Bruxelas (de 1993 a 2001). Em outubro de 2001, foi presidente do júri do Concurso Internacional de Violino Henryk Wieniawski em Poznan na Polónia. De 2002 a 2011, presidiu o júri do Concurso Internacional de Violino  Sion Valais na Suíça. Mintz é um dos fundadores da Academia Internacional de Violino Keshet Eilon que se realiza todos os verões em Keshet Eilon em Israel e responsável por um programa de verão de nível avançado para jovens violinistas, programa que dirigiu durante dezoito anos (de 1992 a 2010).

## Violinos da Esperança
Shlomo Mintz é um dos principais atores do "Violinos da Esperança" um projeto juntamente com luthier Amnon Weinstein. Vinte e quatro violinos de proprietários que perderam a vida nos guetos e campos de concentração durante a Segunda Guerra foram restaurados por Amnon Weinstein e são utilizados novamente em várias ocasiões. Dezoito deles foram exibidos em 2010 pela 1 ª vez em uma estreia mundial em Sion (Valais, Suiça), com fotos de Lucille Reyboz e vídeos de Imprensa 'Blue Press'. Os Violinos da Esperança  participou de vários eventos em todo o mundo (Paris, Maastricht, Istanbul, Londres, Madrid, Charlotte) e foram ouvi pela primeira vez durante um concerto em Jerusalém para a celebração dos 60 anos do Estado de Israel (2008).

## Prêmios
- Prêmio Accademia Musicale Chigiana, Siena
- Diapason D’Or
- Grand Prix du Disque (3 vezes)
- Gramophone Award
- Edison Award (2 vezes)

Em maio de 2006, Shlomo Mintz foi concedido um grau honorário de Doutorado pela Ben-Gurion University of the Negev em Bersebá, Israel.

## Discografia
Mintz mantém um cronograma de gravação activa tanto como solista e maestro, e gravou para a Deutsche Grammophon, Erato, RCA Victor, Avie Records e Challenge Records. A maioria das gravações foram relançados com a Deutsche Grammophon , como a sua primeira gravação (Bruch / Mendelssohn), que foi relançado em Série DG 'Grand Prix', ("melhores gravações do mundo"), em abril de 2007.

## Gravações
- Bach Sonatas & Partitas for Solo Violin BWV 1001 – 1006, Deutsche Grammophon
- Bartók 2 Portraits, Deutsche Grammophon
- Bartók Violin Concerto No. 1, RN
- Beethoven Violin Concerto, Beethoven Romance No. 1, Beethoven Romance No. 2, Deutsche Grammophon
- Brahms Complete Violin & Viola Sonatas, Avie Records and Magnatune
- Brahms Violin Concerto, Deutsche Grammophon
- Bruch Violin Concerto, Deutsche Grammophon (first recording together with Mendelssohn Violin Concerto)
- Debussy Violin Sonata in G, Ravel Violin Sonata in G, Franck Violin Sonata in A, Deutsche Grammophon
- Dvorak Violin Concerto, Deutsche Grammophon
- Fauré Violin Sonata No. 1 op. 13, Fauré Violin Sonata No. 2 op. 108, Deutsche Grammophon
- Israel Philharmonic 60th Anniversary Gala Concert, RCA Victor
- Kreisler Various Compositions, Deutsche Grammophon
- Lalo Symphonie Espagnole, Vieuxtemps Concerto No. 5, Saint-Saëns ‘Introduction et Rondo capricioso’, Deutsche Grammophon
- Mendelssohn Violin Concerto, Deutsche Grammophon (first recording, together with Bruch Violin Concerto)
- Mendelssohn Violin Sonata in F Minor, Mendelssohn Violin Sonata in F Major, Deutsche Grammophon
- Mozart Sinfonia Concertante for Violin and Viola KV 364, RCA Victor
- Mozart The Five Violin Concertos, Sinfonia Concertante, Concertone, Avie Records (also on Magnatune)
- Paganini 24 Caprices for Solo Violin op. 1, Deutsche Grammophon
- Prokofiev Violin Concertos No. 1 & 2, Deutsche Grammophon
- Prokofiev Violin Sonata No. 1 op. 80, Prokofiev Violin Sonata No. 2 op. 94, Deutsche Grammophon
- Shostakovitch Violin Sonata op.134, Shostakovitch Viola Sonata op.147, Erato
- Sibelius Violin Concerto, Deutsche Grammophon
- Stravinsky ‘Histoire du Soldat’, Valois
- Vivaldi ‘The Four Seasons’, Deutsche Grammophon
- Vivaldi Complete collection of Violin Concertos (10 Volumes), MusicMasters Classics.*

## Ligacões
- Shlomo Mintz site oficial
- You Tube pagina